# NGC 3538
NGC 3538 é uma estrela dupla na direção da constelação de Draco. O objeto foi descoberto pelo astrônomo Heinrich d'Arrest em 1866, usando um telescópio refrator com abertura de 11 polegadas. 